# Böda Sand
Böda Sand (Kronocamping Böda Sand) är en camping i Böda på Öland. Det är den största campinganläggningen i Sverige med över 1 350 campingplatser och 125 stugor. Böda Sand ligger vid en 2 mil lång sandstrand. Campingen ägdes av Domänverket genom dotterbolaget DomänTurist AB fram till 1994 då den privatiserades. Verksamheten togs över av Mona och Johan Barkevall. Sedan 2005 driver Anna och Anders Barkevall Böda Sand.
TV-serien Böda Camping utspelar sig på campingen.